# 圣热尔韦-莱特鲁瓦克洛谢
圣热尔韦-莱特鲁瓦克洛谢（法語：Saint-Gervais-les-Trois-Clochers，法語發音：[sɛ̃ ʒɛʁvɛ le tʁwa klɔʃe]）是法国新阿基坦大区维埃纳省的一个市镇，位于该省北部，属于沙泰勒罗区。该市镇2009年时的人口为1,314人。

## 人口
圣热尔韦-莱特鲁瓦克洛谢人口变化图示
| 数据来源：INSEE |